# Elezioni parlamentari in Grecia del 1936
Le elezioni parlamentari in Grecia del 1936 si tennero il 26 gennaio.

## Risultati
| Liste                                                | Voti      | %     | Seggi |
| ---------------------------------------------------- | --------- | ----- | ----- |
| Partito dei Liberali                                 | 474 651   | 37,26 | 126   |
| Partito Populista                                    | 281 597   | 22,10 | 72    |
| Unione Radicale Popolare Generale (EDK - ELK - KALK) | 253 384   | 19,89 | 60    |
| Fronte di Tutto il Popolo (KKE)                      | 73 411    | 5,76  | 15    |
| Coalizione Democratica (PK - DK - AEK - ADK)         | 53 693    | 4,21  | 11    |
| Partito della Libera Opinione                        | 50 137    | 3,94  | 7     |
| Partito Nazionale della Riforma                      | 17 822    | 1,40  | 4     |
| Unione Vetero-Democratica di Creta                   | 13 762    | 1,08  | 3     |
| Partito Contadino di Grecia                          | 13 006    | 1,02  | 1     |
| Partito Democratico Contadino                        | 12 333    | 0,97  | 1     |
| Alleanza degli Indipendenti                          | 11 178    | 0,88  | –     |
| Partito Unionista Nazionale                          | 9 870     | 0,77  | –     |
| Partito Archeo-Comunista di Grecia                   | 1 148     | 0,09  | –     |
| Unione Nazionale di Grecia                           | 505       | 0,04  | –     |
| Fronte Internazionale Comunista                      | 296       | 0,02  | –     |
| Indipendenti                                         | 7 209     | 0,57  | –     |
| Totale                                               | 1 274 002 | 100   | 300   |